# LoveJo2
LoveJo2 (estilizado como #LoveJo2) es el tercer EP de la cantante y compositora estadounidense JoJo. Fue lanzado el 18 de diciembre de 2015, transformándose en la continuación de LoveJo (2014). El EP de cuatro pistas fue lanzado en honor del cumpleaños número 25 de la cantante y como una preparación de su tercer álbum de estudio Mad Love. (2016).

## Antecedentes
La canción «Thinkin Out Loud» fue lanzada originalmente como un interludio en el segundo mixtape de JoJo, Agápē (2012). JoJo declaró originalmente que la inseguridad sobre su funcionamiento vocal le causó no lanzar la canción en su totalidad. La segunda pista del EP es un cover de Soul II Soul del sencillo «Back to Life (However Do You Want Me)». «Right On Time» contiene elementos de la canción «I Love You Always Forever» (1996) de Donna Lewis. JoJo ha eliminado «Right On Time» junto con un 'Video del Tour' lanzado en su cuenta de Youtube, debido a que Donna Lewis la amenazara con una acción legal.

## Listado de canciones
| N.º | Título                              | Productor(es)          | Duración |  |
| 1.  | «Right On Time»                     | Noisecastle III        | 3:56     |  |
| 2.  | «Back2Life»                         | Soraya LaPread         | 3:10     |  |
| 3.  | «When Love Hurts (Real Love Remix)» | JordanXL, Devin Cruise | 4:38     |  |
| 4.  | «Thinkin Out Loud»                  | Brown                  | 3:31     |  |